# Camanche
Camanche é uma cidade localizada no estado americano de Iowa, no Condado de Clinton.

## Demografia
Segundo o censo americano de 2000, a sua população era de 4215 habitantes.
Em 2006, foi estimada uma população de 4290, um aumento de 75 (1.8%).

## Geografia
De acordo com o United States Census Bureau tem uma área de
24,4 km², dos quais 22,6 km² cobertos por terra e 1,8 km² cobertos por água. Camanche localiza-se a aproximadamente 182 m acima do nível do mar.

## Localidades na vizinhança
O diagrama seguinte representa as localidades num raio de 16 km ao redor de Camanche.